# Карабутівська волость
Карабутівська волость — історична адміністративно-територіальна одиниця Конотопського повіту Чернігівської губернії з центром у селі Карабутове.
Була утворена наприкінці XIX сторіччя виокремленням із Велико-Самбірської волості.
1899 року у волості налічувалась єдина сільська громада, населення становило 2415 осіб (1388 чоловічої статі та 1427 — жіночої).